# Papilio sjoestedti
Papilio sjoestedti Aurivillius, 1908, è un lepidottero appartenente alla famiglia Papilionidae.
È una specie endemica di alcune aree molto limitate della Tanzania.

## Sottospecie
- Papilio sjostedti sjostedti
Diffusa a Ngorongoro e sul Monte Meru.
- Papilio sjostedti atavus Le Cerf
Sottospecie di colore nero, endemica del Kilimanjaro